# 克拉姆西—讷韦尔铁路
克拉姆西－讷韦尔铁路（法語：Ligne de Clamecy à Nevers）是法国的一条铁路，起点为克拉姆西站，与拉罗什-米热讷－科讷铁路相接；终点为讷韦尔站，全长75公里。该铁路于1887年通车，1938年停止客运服务，2000年部分关闭。该铁路在法国铁路系统中的编号为754000。

## 历史
克拉姆西－讷韦尔铁路修建计划于19世纪中期，1863年，该铁路修建计划被公之于众，其建设运营权被巴黎-里昂-地中海铁路公司获得。1887年，克拉姆西－讷韦尔铁路全线建成通车。1938年起克拉姆西－讷韦尔铁路由法国国家铁路公司管理。
2000年，该铁路阿尔藏布伊以北的路段关闭。其重开计划屡次被提出，但均未取得实质性进展。

## 路线
克拉姆西－讷韦尔铁路由克拉姆西站向西南侧引出，通过瓦尔济进入卢瓦尔河流域，最终到达讷韦尔。

## 车站列表
| 克拉姆西－讷韦尔铁路车站列表                                                                     |         | |                                                                      |              |
| 车站                                                                                             | 公里数  | 交汇路线 | 本线停靠车种                                                         | 可换乘交通   |
| Clamecy 克拉姆西站                                                                               | 226.687 | 753000拉罗什-米热讷－科讷铁路（拉罗什方向）↗ 753000拉罗什-米热讷－科讷铁路（科讷方向）↙ 753000克拉姆西－卢瓦尔河畔日利铁路（日利方向）↘ | TER                                                                  | 法国交通     |
| Corvol-l'Orgueilleux 科尔沃勒-洛尔盖约站                                                         | 237.127 | |                                                                      |              |
| Varzy 瓦尔济#铁路                                                                                | 247.435 | |                                                                      |              |
| Corvol-d'Embernard 科尔沃勒当贝尔纳站                                                            | 254.330 | |                                                                      |              |
| Arzembouy 阿尔藏布伊站                                                                           | 260.289 | |                                                                      |              |
| Prémery 普雷姆里站                                                                               | 271.296 | |                                                                      |              |
| Poiseux 普瓦瑟站                                                                                 | 281.710 | |                                                                      |              |
| Guérigny 盖里尼站                                                                                | 286.380 | |                                                                      |              |
| Urzy 于尔济站                                                                                    | 291.950 | |                                                                      |              |
| Les Perrières 莱佩里耶尔站                                                                       | 298.600 | 760000 讷韦尔－沙尼铁路（勒克勒佐方向）↗                                                                                                |                                                                      |              |
| Les Perrières 莱佩里耶尔站                                                                       | **      | 760000 讷韦尔－沙尼铁路（讷韦尔方向）↓                                                                                                  | TERBourgogne- Franche-Comté                                          | MobiGo taneo |
| Nevers 讷韦尔站                                                                                  | **      | 750000 莫雷－里昂铁路（巴黎方向）↖ 750000 莫雷－里昂铁路（里昂方向）↓ 760000 讷韦尔－沙尼铁路（勒克勒佐方向）↗                          | Intercités TERAuvergne- Rhône-Alpes TERBourgogne- Franche-Comté Rémi | MobiGo taneo |
| *注：零公里计数点为巴黎里昂车站；划线为已关闭车站；灰色部分表示其所在线路已关闭 **注：非本线车站 |         | |                                                                      |              |